# Бефус, Артур Сергеевич
Артур Сергеевич Бефус (род. 20 сентября 1989 года) — российский и латвийский игрок в хоккей с мячом.
Брат Яниса Бефуса

## Карьера
Родился в городе Нерехта, где с пятилетнего возраста начал заниматься хоккеем с мячом у С.В. Коренухина. С 2005 года - в составе КХМ «Старт». 
В 2008 году перешёл в КХМ «Боровичи». Но по окончании сезона вернулся в Нерехту. 
В сезоне 2009/10 в составе КХМ «Старт»  (Нерехта) провёл 10 игр в первой лиге. В середине сезона перешёл КХМ «Боровичи», выступавший в высшей лиге, где провёл 12 игр. Но команда понизилась в классе до первой лиги.   
В сезоне 2010/11 в составе КХМ «Боровичи» провёл 10 игр, набрав 3+3 очка. В конце сезона перешёл в  КХМ «Знамя-Удмуртия».
В сезоне 2011/12 в составе КХМ «Знамя-Удмуртия» провёл 24 игр, набрав 17+8 очков.  
В сезоне 2012/13 в составе КХМ «Знамя-Удмуртия» провёл 30 игр, набрав 7+4 очка. 
В сезоне 2013/14 в составе КХМ «Знамя-Удмуртия» провёл 11 игр, забив 3 мяча. 
В августе-сентябре 2014 года выступал в составе КХМ «Динамо-Казань» провёл 6 игр на Кубок России.
В сезоне 2014/15 в составе КХМ «Знамя-Удмуртия» провёл 29 игр, набрав 15+15 очков.
На чемпионате мира 2015 года привлекался в латвийскую сборную. В группе В в 6 играх набрал 7+4 очка. Команда стала победителем турнира и получила путёвку в дивизион А на чемпионате мира 2016 года. А Артур Бефус вошёл в символическую сборную чемпионата.  А в группе А, где сборная Латвии заменила сборную Украины, в 5 играх забил 2 гола и сделал 2 результативные передачи.